# Achtring
Das Achtring, auch Aechtring und kurz nur Achter, war ein österreichisches Volumenmaß für Getränke. Es wurde bereits von Leopold I. in der „Zehent- und Bergrechtsordnung“ vom 31. August 1666 und in der Satzungsordnung vom 21. Juni 1689 erwähnt. Ab 23. Januar 1659 wurde eine Maßordnung erlassen und darin man das Achtring dem Wiener Maß gleich. Der Begriff fällt allmählich dem Vergessen zum Opfer. 
- 1 Achtring = 1,4817 Liter
- 1 Achtring/Achter = 4 Seidel = 1 Maß (Wiener)[2]

Das Probegemäß war zylindrisch und hatte einen Durchmesser von 43 und eine Höhe von 89 Pariser Linien. Der Inhalt war 74,7 Pariser Kubikzoll. Der Eimer wurde zu 40 Maß gerechnet, also 2988 Pariser Kubikzoll, etwa 59,27 Liter.
Die Maßkette war für Wein
- 1 Fuder = 32 Eimer = 128 Viertel = 1280 Achtring/Maß = 2240 Köpfe = 5376 Seidel/Rössel[4]